# Camille Prigent
Camille Prigent, född 18 december 1997, är en fransk kanotist som tävlar i kanotslalom. Hennes far Jean-Yves och bror Yves är också kanotister.

## Karriär
Vid olympiska sommarspelen 2024 i Paris slutade Prigent på sjätte plats i K1 och på nionde plats i kajakcross. Vid EM 2025 i Vaires-sur-Marne tog hon guld i både kajakcross och individuell kajakcross.